# Chrysina diversa
Chrysina diversa är en skalbaggsart som beskrevs av Ohaus 1912. Chrysina diversa ingår i släktet Chrysina och familjen Rutelidae. Inga underarter finns listade i Catalogue of Life.